# Discouraged Ones
Discouraged Ones är det svenska doom metal-bandet Katatonias tredje fullängdsalbum, utgivet i april 1998. Samtliga låtar är komponerade av Jonas Renkse och Anders Nyström.
Medan bandets tidigare alster, Dance of December Souls och Brave Murder Day, i mångt och mycket präglas av förvrängd eller skrikig sång, kännetecknas Discouraged Ones av ren sång från Jonas Renkse.

## Låtförteckning
1. "I Break" – 4:24
2. "Stalemate" – 4:21
3. "Deadhouse" – 4:37
4. "Relention" – 3:39
5. "Cold Ways" – 5:22
6. "Gone" – 2:49
7. "Last Resort" – 4:37
8. "Nerve" – 4:32
9. "Saw You Drown" – 5:04
10. "Instrumental" – 2:52
11. "Distrust" – 4:57

### Bonusspår på återutgåvan 2007
1. "Quiet World" – 4:39
2. "Scarlet Heavens" – 10:26

Låtarna "Nerve", "Saw You Drown", "Quiet World" och "Scarlet Heavens" återfinns på den sällsynta manuellt numrerade EP:n Saw You Drown.

## Musiker
- Jonas Renkse – sång, trummor, gitarr
- Anders Nyström – gitarr, keyboard, bakgrundssång
- Fredrik Norrman – gitarr
- Mikael Oretoft – elbas

### Ytterligare musiker
- Mikael Åkerfeldt – bakgrundssång